# Mydaea centralis
Mydaea centralis är en tvåvingeart som beskrevs av Stein 1911. Mydaea centralis ingår i släktet Mydaea och familjen husflugor. Inga underarter finns listade i Catalogue of Life.